# Aga Khan Development Network
Das Aga Khan Development Network (AKDN) ist eine nichtstaatliche Entwicklungshilfeorganisation mit Sitz in Genf. Sie ist eine der weltweit größten Nichtregierungsorganisationen. Gegründet wurde sie von Karim Aga Khan IV. Schwerpunkte sind Gesundheit, Bildung und Kultur sowie ländliche und wirtschaftliche Entwicklung mit Schwerpunkt in Süd- und Zentralasien und Ostafrika. Gemäß ihren ethischen Grundprinzipien arbeitet die Organisation in überwiegend muslimischen Gesellschaften, jedoch ohne Ansehen von Glaube, Herkunft und Geschlecht.
Das AKDN finanziert sich aus Mitteln der Aga-Khan-Stiftung, in die die Mitglieder der Nizari-Ismailiten den zehnten Teil ihres Einkommens einbringen.
Im September 2004 wurde zwischen dem BMZ und dem AKDN ein Partnerschaftsabkommen (Memorandum of Understanding) unterzeichnet. Die Bundesregierung unterstützt Projekte des AKDN in Afghanistan, Tadschikistan und Pakistan sowie im Nahen und Mittleren Osten. Zu diesem Zweck arbeiten die KfW und deren Tochtergesellschaft, die DEG-Deutsche Investitions- und Entwicklungsgesellschaft langfristig mit der AKDN zusammen. In Fragen des Kulturerhalts arbeiten das Auswärtige Amt und die Aga-Khan-Stiftung beim Wiederaufbau des Babur Gartens in Kabul, Afghanistan, eng zusammen. Das AKDN beschäftigt 96'000 Personen. AKDN war 2020 ein Mitgründer des Earthshot Prize welchen Prinz William von 2021 bis 2030 jährlich fünf Gewinnern verleiht.
Alle drei Jahre verleiht das AKDN den Aga Khan Award for Architecture, einen der wichtigsten Architekturpreise.
Das AKDN ist die Dachorganisation einer Gruppe von verschiedenen Organisationen bzw. Einrichtungen:
- Aga Khan Agency for Microfinance (AKAM)
- Aga Khan Foundation (AKF)
- Aga Khan Education Services (AKES)
- Aga Khan Fund for Economic Development (AKFED)
- Aga Khan Health Services (AKHS)
- Aga Khan Planning and Building Services (AKPBS)
- Aga Khan Trust for Culture (AKTC)
- Aga Khan University (AKU)
- University of Central Asia (UCA)